# Miss Universe (альбом)
| Совокупная оценка | Совокупная оценка |
| Источник          | Оценка            |
| ----------------- | ----------------- |
| Metacritic        | 85/100            |
| Оценки критиков   |                   |
| Источник          | Оценка            |
| AllMusic          | [ 6 ]             |
| Clash             | 9/10              |
| The Guardian      | [ 8 ]             |
| The Independent   | [ 4 ]             |
| Mojo              | [ 9 ]             |
| NME               | [ 10 ]            |
| The Observer      | [ 11 ]            |
| Pitchfork         | 8.3/10            |
| Q                 | [ 12 ]            |
| Uncut             | 8/10              |

Miss Universe — дебютный студийный альбом британской певицы и гитаристки Nilüfer Yanya, вышедший 22 марта 2019 года на лейбле ATO Records.

## Композиция
Альбом охватывает широкий спектр стилей и эмоций. 12 основных песен альбома дополнены короткими, причудливыми интерлюдиями, изображающими программу по уходу за собой под названием WWAY Health, во время которых она (предположительно в роли Мисс Вселенная) попеременно произносит слова утешения, делает грозные предупреждения и рассыпается в холодных глючных меню телефонного дерева. Эти короткие треки служат интересной основой для полноформатных песен, таких как неудержимо напористые «In Your Head» и «Angels», которые затрагивают темы амбиций, беспокойства, развала и слишком высоких достижений. Позже, во второй половине альбома, тон несколько меняется и становится более джазовым и неземным, особенно в таких композициях, как «Melt» и «Safety Net», которые напрямую касаются отношений и сердечных вопросов.

## Отзывы
Альбом получил положительные отзывы музыкальных критиков и интернет-изданий: Metacritic (85 из 100), Clash, The Independent, NME, Pitchfork, Stereogum.
Тимоти Монгер написал в AllMusic, что в новом альбоме Miss Universe «Нилюфер Янья представила основы своего звучания, которые в целом вращаются вокруг тихо тлеющей партии электрогитары, горстки битов и блюзового, бормочущего стаккато, которое отличает её уникальную вокальную подачу. Как городская сорока, вплетающая в своё гнездо кусочки поп-музыки, соула, инди-рока, джаза и хип-хопа, искусный и часто минималистичный гитарный поп Яни исходит из современности, и в альбоме Miss Universe она с пафосом и юмором противостоит чрезмерно коммерциализированной индустрии, которая выстроилась вокруг этого самого хрупкого понятия — самовосприятия. Янья охватывает широкий спектр стилей и эмоций, и даже если все это не идеально сочетается, Miss Universe — это увлекательный дебют, отражающий давление, которое мы оказываем на себя и других, и которое слишком часто приводит к стремлению, но несовершенному беспорядку».

## Список композиций
| №                   | Название                           | Автор(ы)                   | Продюсеры           | Длительность |
| ------------------- | ---------------------------------- | -------------------------- | ------------------- | ------------ |
| 1.                  | «WWAY HEALTH™»                     | Nilüfer Yanya Wilma Archer | Archer              | 0:59         |
| 2.                  | «In Your Head»                     | Yanya John Congleton       | Congleton Sean Cook | 3:28         |
| 3.                  | «Paralysed»                        | Yanya Archer               | Archer              | 4:26         |
| 4.                  | «Angels»                           | Yanya Joe Dworniak         | Oli Barton-Wood     | 3:56         |
| 5.                  | «Experience?»                      | Yanya Archer               | Archer              | 1:07         |
| 6.                  | «Paradise»                         | Yanya Dworniak             | Barton-Wood         | 3:58         |
| 7.                  | «Baby Blu»                         | Yanya Bastian Laengbaek    | Laengbaek           | 4:41         |
| 8.                  | «Warning»                          | Yanya Archer               | Archer              | 0:21         |
| 9.                  | «Heat Rises»                       | Yanya Dave Okumu           | Okumu               | 3:26         |
| 10.                 | «Melt»                             | Yanya Barton-Wood          | Barton-Wood         | 4:23         |
| 11.                 | «"Sparkle" GOD HELP ME»            | Yanya Archer               | Archer              | 1:32         |
| 12.                 | «Safety Net»                       | Yanya MT Hadley            | Hadley              | 4:33         |
| 13.                 | «Tears»                            | Yanya Barton-Wood          | Barton-Wood         | 3:16         |
| 14.                 | «Monsters Under the Bed»           | Yanya                      | Congleton Cook      | 4:13         |
| 15.                 | «The Unordained»                   | Yanya                      | Archer              | 3:22         |
| 16.                 | «Give Up Function»                 | Yanya Archer               | Archer              | 0:41         |
| 17.                 | «Heavyweight Champion of the Year» | Yanya                      | Jazzi Bobbi Lucy Lu | 4:42         |
| Общая длительность: | Общая длительность:                | Общая длительность:        | Общая длительность: | 52:57        |

## Позиции в чартах
| Чарт (2019)                 | Высшая позиция |
| --------------------------- | -------------- |
| Бельгия/Фландрия (Ultratop) | 160            |